# هفتاد و نهمین مراسم گلدن گلوب
هفتاد و نهمین مراسم گلدن گلوب از بهترین‌های فیلم و تلویزیون آمریکا در سال ۲۰۲۱ به انتخاب انجمن مطبوعات خارجی هالیوود تجلیل می‌کند. این مراسم در ۹ ژانویهٔ ۲۰۲۲ برگزار شد. نامزدهای این مراسم در ۱۳ دسامبر ۲۰۲۱ توسط هلن هوعن، رئیس انجمن مطبوعات خارجی هالیوود و اسنوپ داگ معرفی شدند.

## زمان‌بندی
| تاریخ          | رخداد                                       |
| -------------- | ------------------------------------------- |
| ۱۷ دسامبر ۲۰۲۱ | ارسال برگه آرا به اعضای انجمن مطبوعات خارجی |
| ۳ ژانویه ۲۰۲۲  | آخرین مهلت دریافت آرا                       |
| ۹ ژانویه ۲۰۲۲  | برگزاری هفتاد و نهمین مراسم گلدن گلوب       |

## نامزدها و برندگان

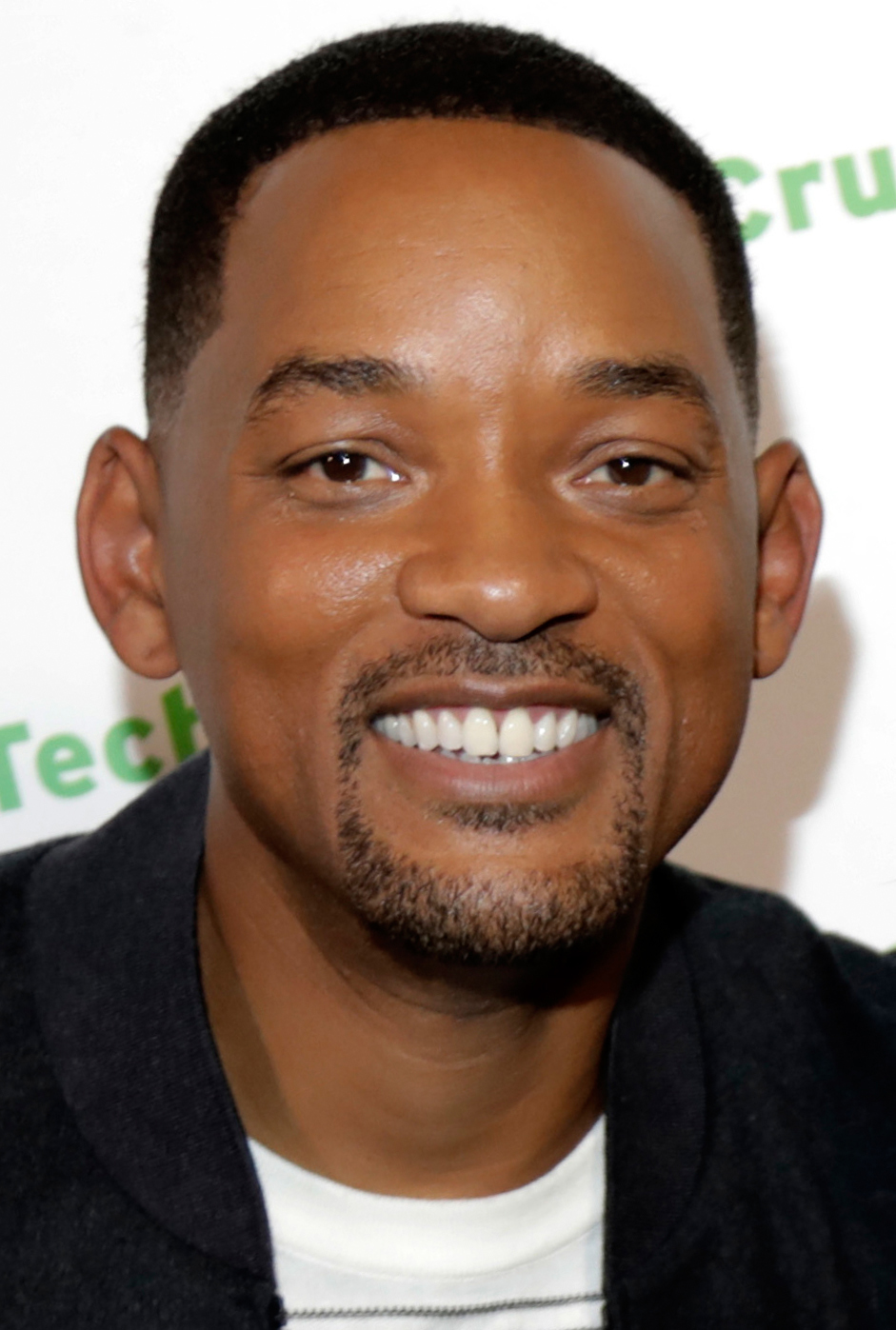
ویل اسمیت، برندهٔ جایزهٔ بهترین بازیگر مرد در فیلم – درام

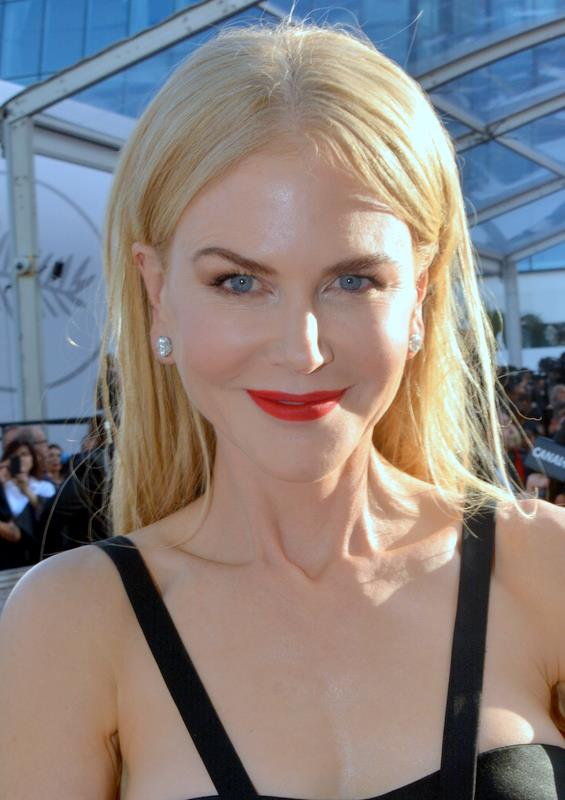
نیکول کیدمن، برندهٔ جایزهٔ بهترین بازیگر زن در فیلم – درام

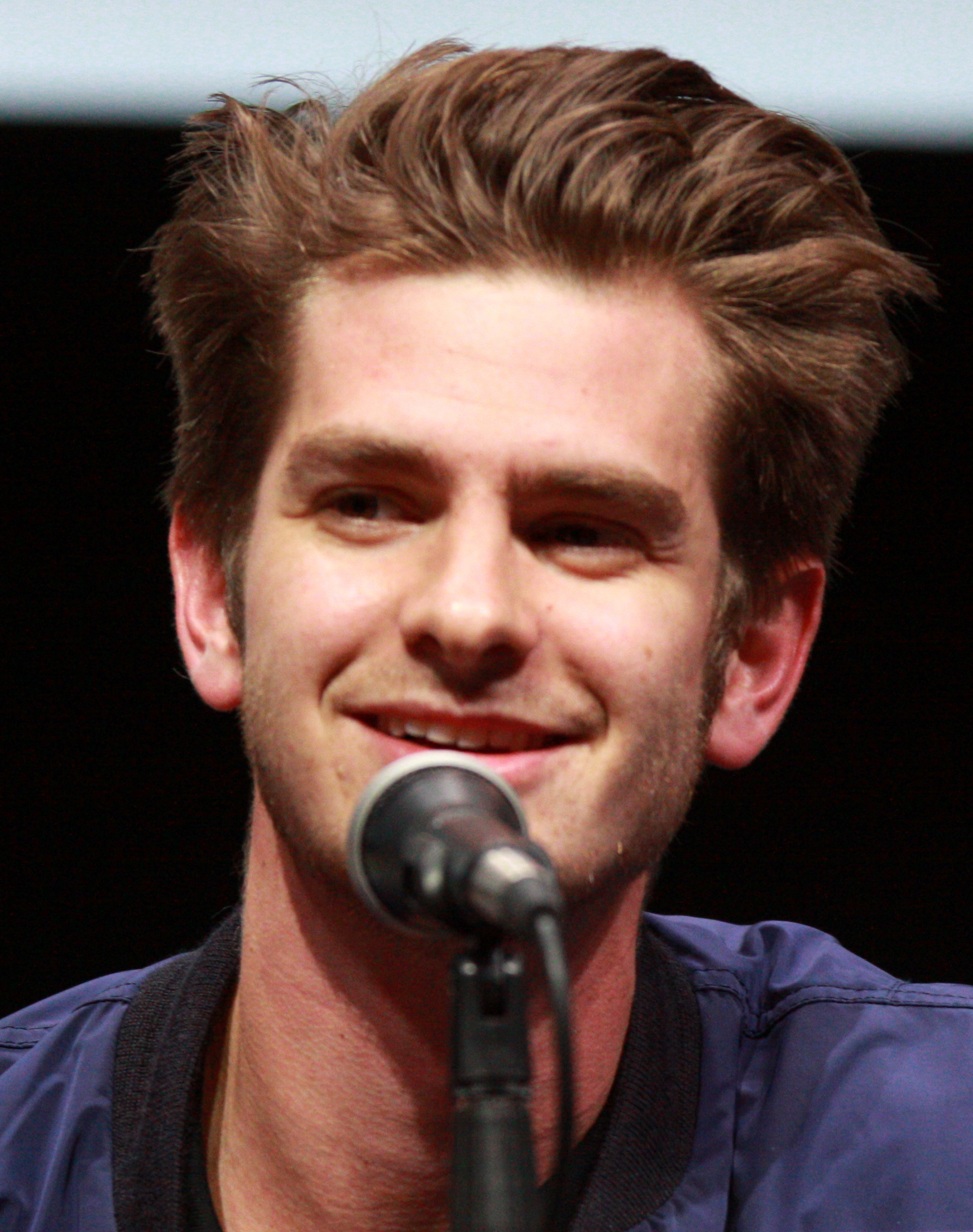
اندرو گارفیلد، برندهٔ جایزهٔ بهترین بازیگر مرد در فیلم – موزیکال یا کمدی

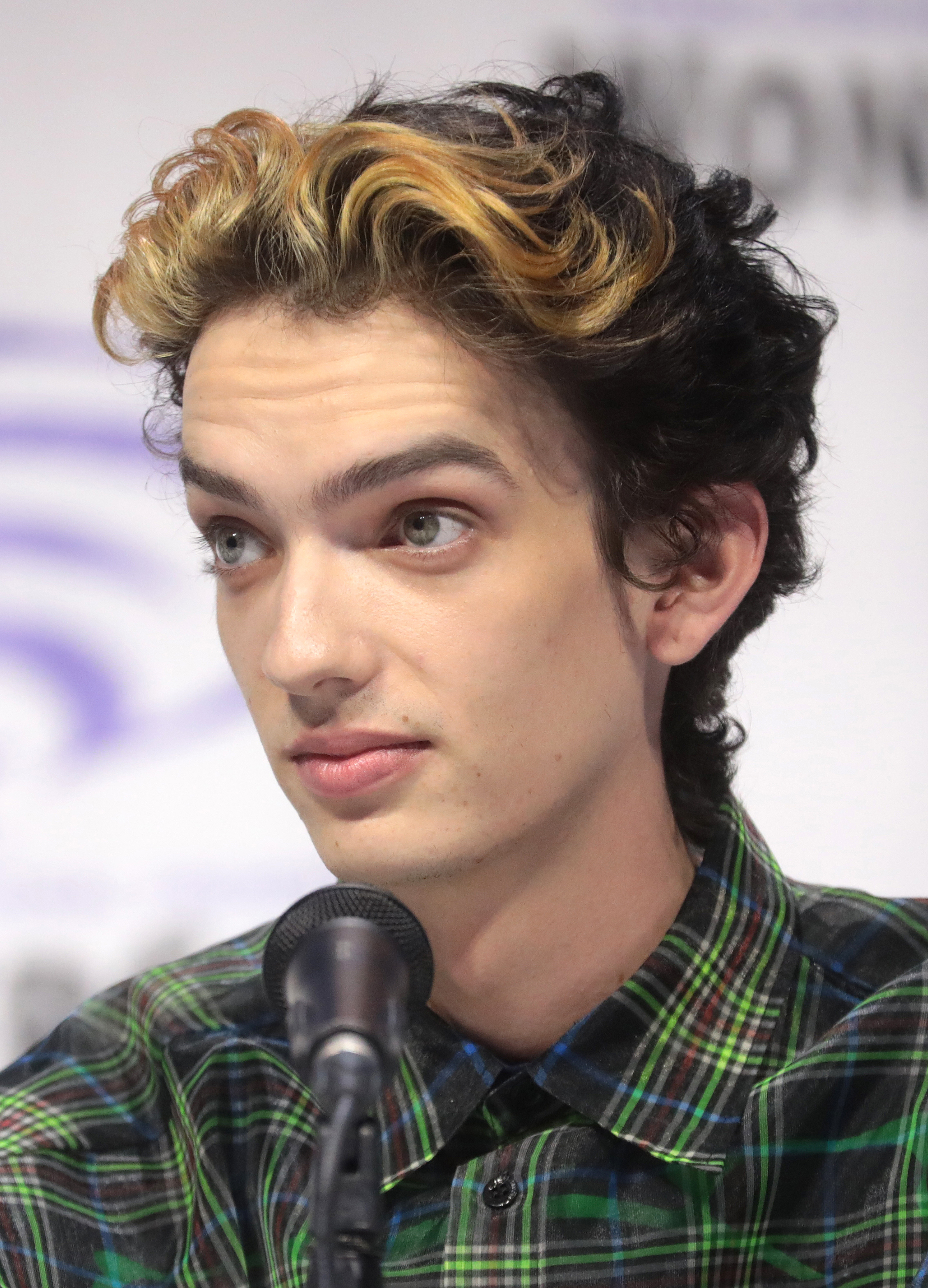
کدی اسمیت-مک‌فی، برندهٔ جایزهٔ بهترین بازیگر نقش مکمل مرد

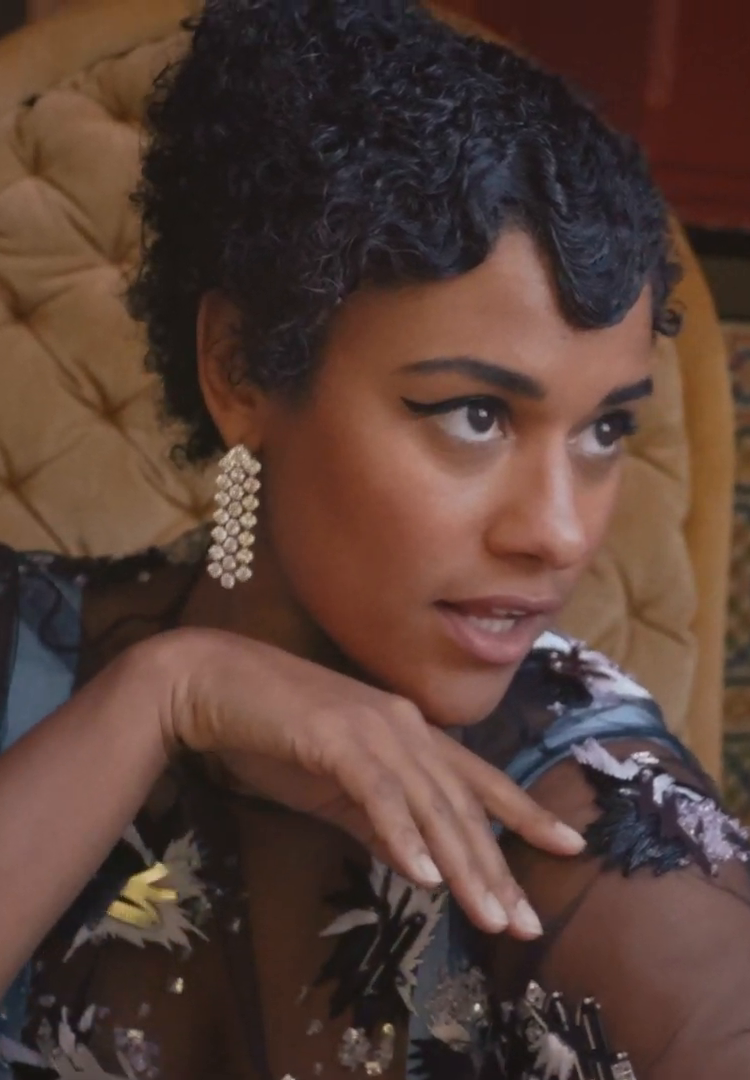
آریانا دبوس، برندهٔ جایزهٔ بهترین بازیگر نقش مکمل زن

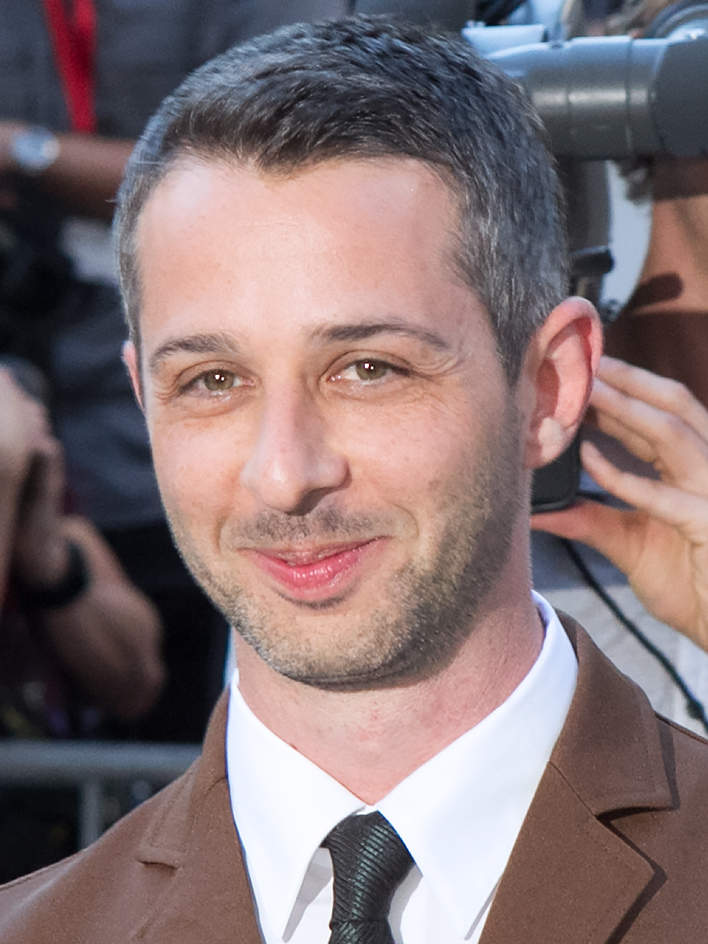
جرمی استرانگ، برندهٔ جایزهٔ بهترین بازیگر مرد در مجموعهٔ تلویزیونی – درام

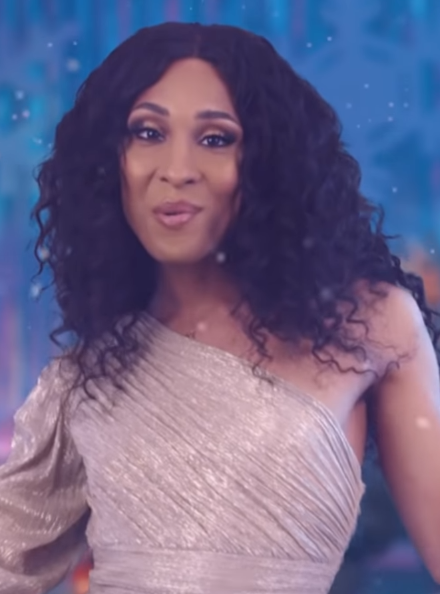
ام‌جی رودریگز، برندهٔ جایزهٔ بهترین بازیگر زن در مجموعهٔ تلویزیونی – درام

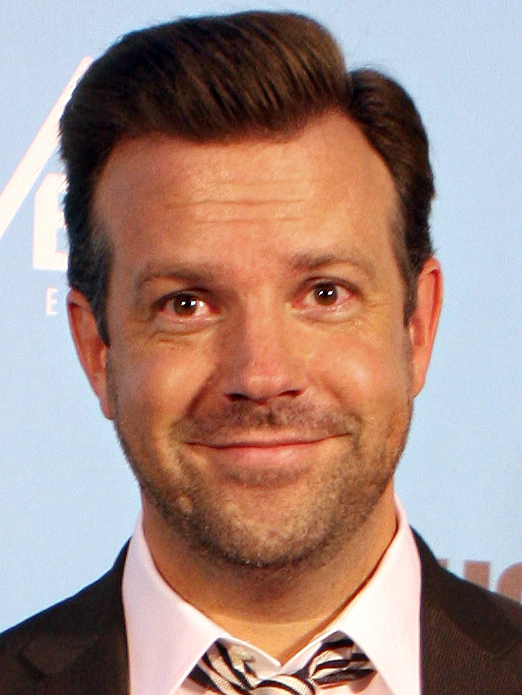
جیسون سودیکیس، برندهٔ جایزهٔ بهترین بازیگر مرد در مجموعهٔ تلویزیونی – موزیکال یا کمدی

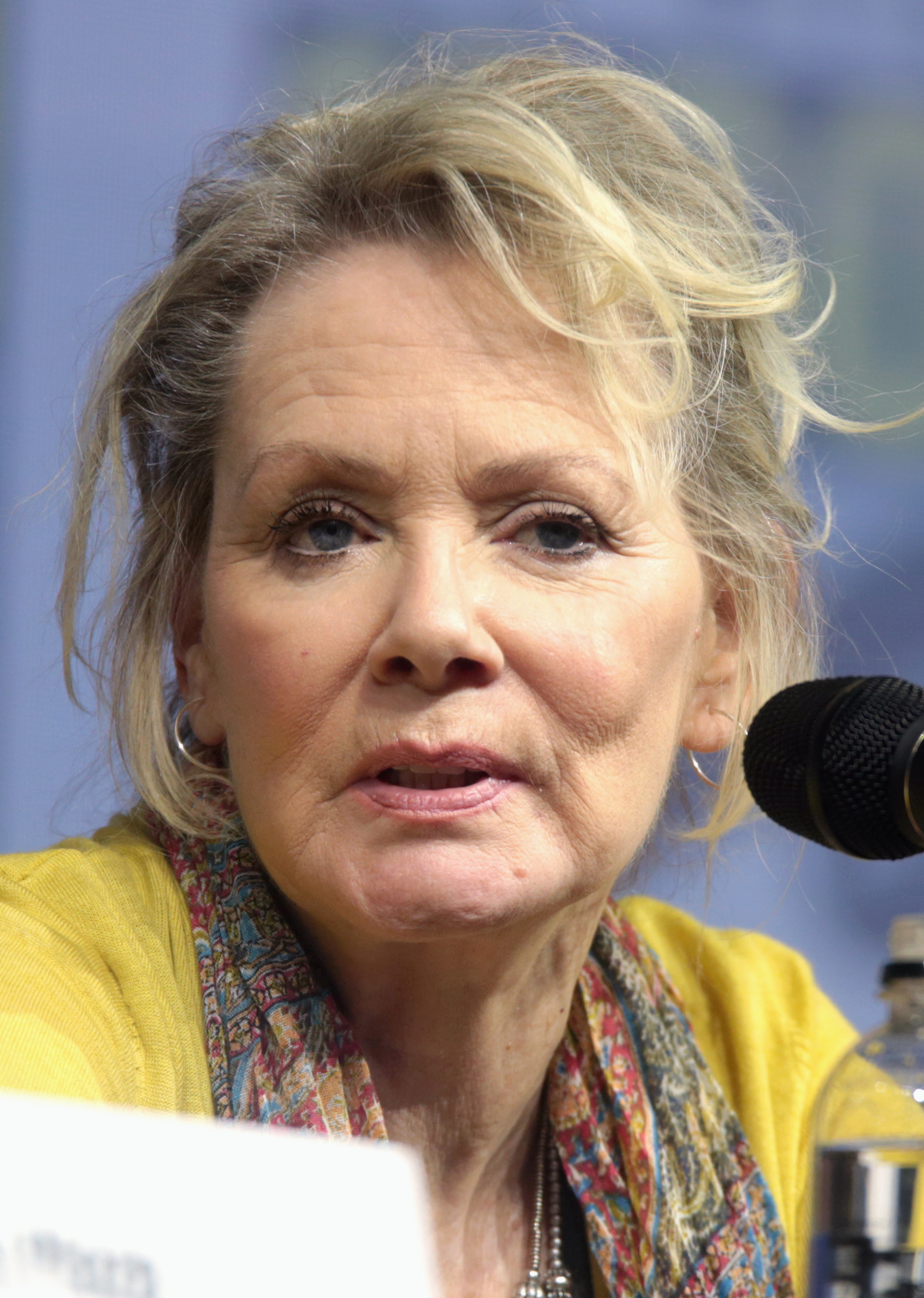
جین اسمارت، برندهٔ جایزهٔ بهترین بازیگر زن در مجموعهٔ تلویزیونی – موزیکال یا کمدی

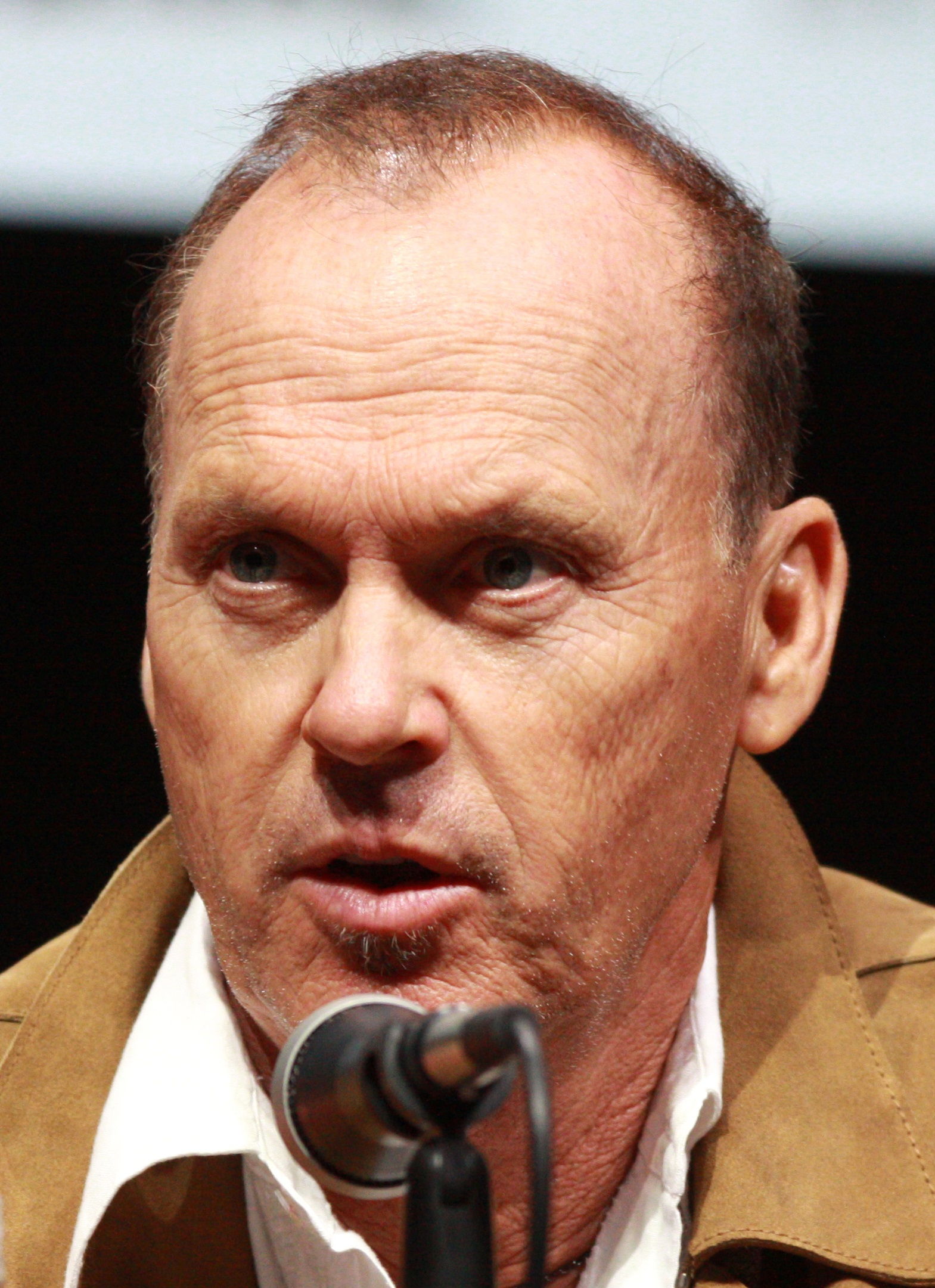
مایکل کیتون، برندهٔ جایزهٔ بهترین بازیگر مرد در مینی سریال یا فیلم تلویزیونی

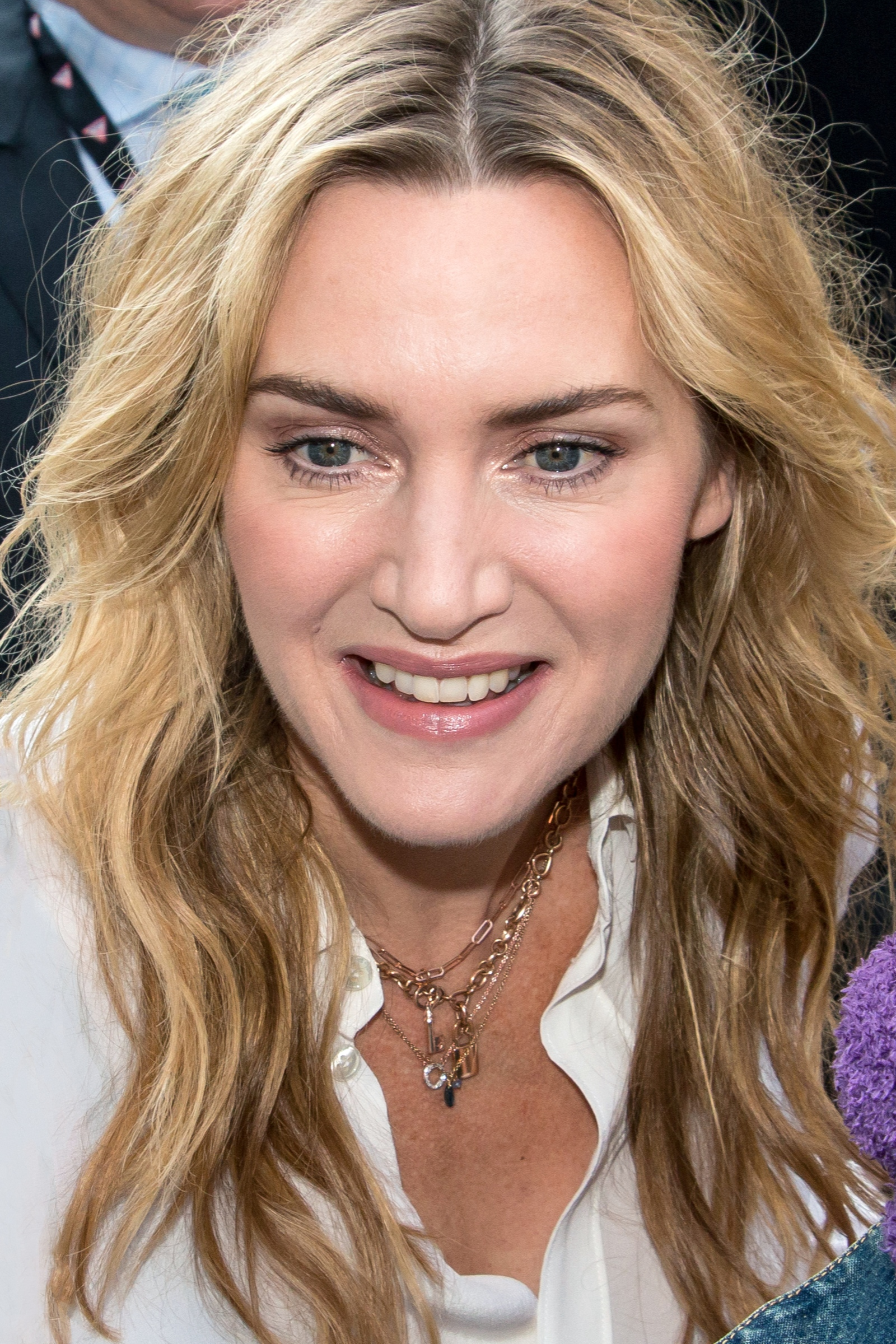
کیت وینسلت برندهٔ جایزهٔ بهترین بازیگر زن در مینی سریال یا فیلم تلویزیونی

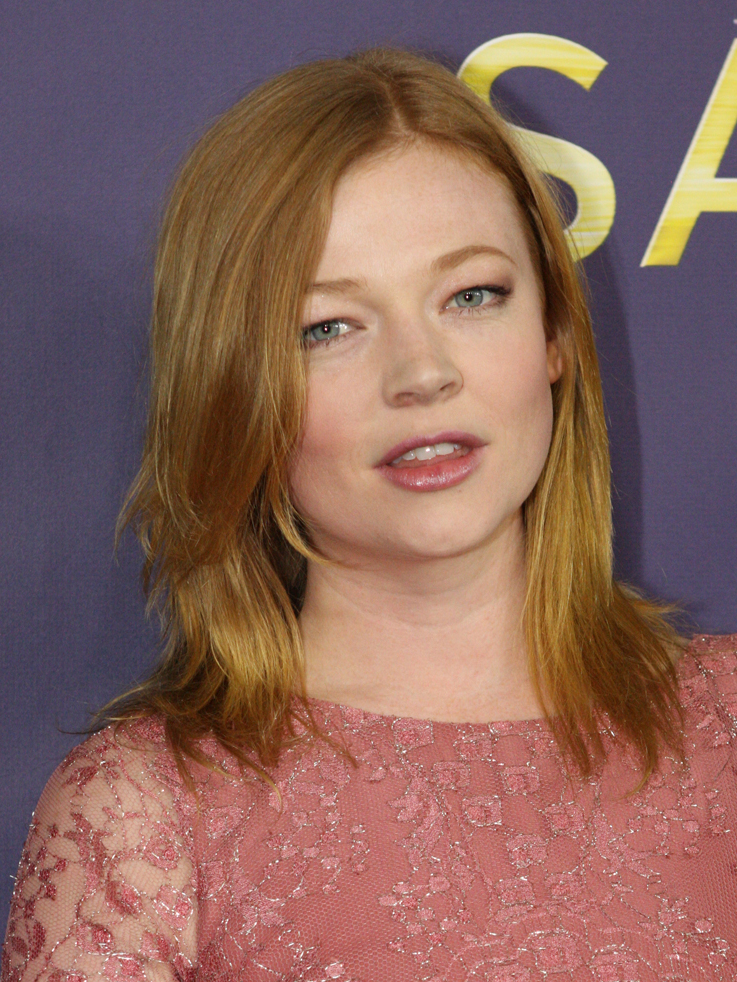
سارا اسنوک، برندهٔ جایزهٔ بهترین بازیگر نقش مکمل زن در سریال، مینی سریال یا فیلم تلویزیونی

### فیلم
| بهترین فیلم | بهترین فیلم |
| درام | موزیکال یا کمدی |
| --- | --- |
| - قدرت سگ - بلفاست - کودا - تل‌ماسه - شاه ریچارد | - داستان وست ساید - سیرانو - بالا رو نگاه نکن - لیکریش پیتزا - تیک، تیک… بوم! |
| بهترین نقش‌آفرینی در یک فیلم – درام | |
| مرد | زن |
| - ویل اسمیت – شاه ریچارد در نقش ریچارد ویلیامز - ماهرشالا علی – آواز قو در نقش کمرون ترنر - خاویر باردم – ریکاردوس بودن در نقش دزی آرناز - بندیکت کامبربچ – قدرت سگ در نقش فیل بوربنک - دنزل واشینگتن – تراژدی مکبث در نقش مکبث                                             | - نیکول کیدمن – ریکاردوس بودن در نقش لوسیل بال - جسیکا چستین – چشم‌های تامی فی در نقش تامی فی مسنر - الیویا کلمن – دختر گم‌شده در نقش لدا کاروسو - لیدی گاگا – خانه گوچی در نقش پارتیشیا - کریستن استوارت – اسپنسر در نقش دایانا، شاهدخت ولز               |
| بهترین نقش‌آفرینی در یک فیلم – موزیکال یا کمدی | |
| مرد | زن |
| - اندرو گارفیلد – تیک، تیک… بوم! در نقش جاناتان لارسون - لئوناردو دی‌کاپریو – بالا رو نگاه نکن در نقش رندال میندی - پیتر دینکلیج – سیرانو در نقش سوینین دو سیرانو دو برژراک - کوپر هافمن – لیکریش پیتزا در نقش گری ولنتاین - آنتونی راموس – در هایتس در نقش اونساوی د لا وگا | - ریچل زگلر – داستان وست ساید در نقش ماریا واسکز - ماریون کوتیار – آنت در نقش آن دفراسو - آلاناهایم – لیکریش پیتزا در نقش آلانا کین - جنیفر لارنس – بالا رو نگاه نکن در نقش کیت دیبیاسکی - اما استون – کروئلا در نقش کروئلا دویل                         |
| بهترین نقش‌آفرینی مکمل در یک فیلم | |
| مرد | زن |
| - کدی اسمیت-مک‌فی – قدرت سگ در نقش پیتر گوردون - بن افلک – نوار مناقصه در نقش چارلی مرینگر - جیمی درنان – بلفاست در نقش پا - کیران هایندز – بلفاست در نقش پاپ - تروی کوتسور – کودا در نقش فرانک روسی                                                                         | - آریانا دبوس – داستان وست سایددر نقش آنیتا - کترینا بلف – بلفاست در نقش ما - کیریستن دانست – قدرت سگ در نقش رز گوردن - آنجانو الیس – شاه ریچارد در نقش اوراسن پرایس - روث نگا – گذر در نقش کلر بل                                                       |
| دیگر | |
| کارگردانی | فیلم‌نامه |
| - جین کمپیون – قدرت سگ - کنت برانا – بلفاست - مگی جیلنهال – دختر گم‌شده - استیون اسپیلبرگ – داستان وست ساید - دنی ویلنوو – تل‌ماسه | - کنت برانا – بلفاست - پل توماس اندرسن – لیکریش پیتزا - جین کمپیون – قدرت سگ - آدام مک‌کی – بالا رو نگاه نکن - آرون سورکین – ریکاردوس بودن |
| موسیقی | ترانه غیراقتباسی |
| - هانس زیمر – تل‌ماسه - الکساندر دسپلا – گزارش فرانسوی - Germaine Franco – افسون - جانی گرینوود – قدرت سگ - آلبرتو ایگلسیاس – مادران موازی | - «زمانی برای مردن نیست» (بیلی آیلیش و فینیس اوکانل) – زمانی برای مردن نیست - «زنده بمان» (بیانسه) – شاه ریچارد - «Dos Oruguitas» (لین-منوئل میرندا) – افسون - «به سوی شادی» (ون موریسون) – بلفاست - «من اینجا هستم» (کارول کینگ، جنیفر هادسن – بزرگداشت |
| بهترین انیمیشن | بهترین فیلم غیر انگلیسی‌زبان |
| - افسون - گریختن - لوکا - زمین آفتابی من - رایا و آخرین اژدها | - ماشینم را بران (ژاپن) - کوپه شماره ۶ (فنلاند) - دست خدا (ایتالیا) - قهرمان (ایران) - مادران موازی (اسپانیا) |

### فیلم‌ها با چندین نامزدی
| تعداد نامزدی‌ها | فیلم‌ها           |
| -------------- | ---------------- |
| ۷              | بلفاست           |
| ۷              | قدرت سگ          |
| ۴              | بالا رو نگاه نکن |
| ۴              | شاه ریچارد       |
| ۴              | لیکریش پیتزا     |
| ۴              | داستان وست ساید  |
| ۳              | ریکاردوس بودن    |
| ۳              | تل‌ماسه           |
| ۳              | افسون            |
| ۲              | کودا             |
| ۲              | سیرانو           |
| ۲              | دختر گم‌شده       |
| ۲              | مادران موازی     |
| ۲              | تیک، تیک… بوم!   |

### فیلم‌ها با چندین برد
| برد | فیلم            |
| --- | --------------- |
| ۳   | قدرت سگ         |
| ۳   | داستان وست ساید |

### تلویزیون
| بهترین مجموعه تلویزیونی | بهترین مجموعه تلویزیونی |
| درام | کمدی یا موزیکال |
| --- | --- |
| - وراثت (اچ‌بی‌او) - برنامه صبحگاهی (اپل تی‌وی پلاس) - ژست (اف‌ایکس) - بازی مرکب (نتفلیکس) - لوپن (نتفلیکس) | - هک (اچ‌بی‌او مکس) - کبیر (هولو) - تنها کشتار درون ساختمان (هولو) - سگ‌های ولگرد (هولو - تد لاسو (اپل تی‌وی پلاس) |
| جایزه گلدن گلوب بهترین مجموعه تلویزیونی کوتاه یا فیلم تلویزیونی | |
| - راه‌آهن زیرزمینی (پرایم ویدئو) - دوپسیک (هولو) - داستان جنایی آمریکایی (اف‌ایکس) - خدمتکار (نتفلیکس) - میر اهل ایست‌تاون (اچ‌بی‌او) | |
| بهترین نقش‌آفرینی در یک مجموعه تلویزیونی – درام | |
| مرد | زن |
| - جرمی استرانگ – وراثت در نقش کندال روی - برایان کاکس – وراثت در نقش لوگان روی - لی جونگ-جه – بازی مرکب در نقش سئونگ هی گون - بیلی پورتر – ژست در نقش پری - عمر سی – لوپن در نقش آسانه دیوپ                                                                | - ام‌جی رودریگز – ژست در نقش بیانکا رودریگز - اوزو ادوبا – In Treatment در نقش بروک تیلور - جنیفر آنیستون – برنامه صبحگاهی در نقش الکس لوی - کریستین برنسکی – کشمکش خوب در نقش دیان لاکهارت - الیزابت ماس – سرگذشت ندیمه در نقش جون آزبورن         |
| بهترین نقش‌آفرینی در یک مجموعه تلویزیونی – موزیکال یا کمدی | |
| مرد | زن |
| - جیسون سودیکیس – تد لاسو در نقش تد لاسو - آنتونی اندرسون – Black-ishدر نقش آندره جانسون - نیکلاس هولت – کبیر در نقش پتر سوم - استیو مارتین – تنها کشتار درون ساختمان در نقش چارلز هیدن ساویج - مارتین شورت – تنها کشتار درون ساختمان در نقش اولیور پوتنام | - جین اسمارت – هکز (اچ‌بی‌او مکس) در نقش دبرا ونس - هانا اینبیندر – هک (اچ‌بی‌او مکس) در نقش آوا دنیلز - تریسی الیس راس – Black-ish در نقش رینبو جانسون - ال فانینگ – کبیر (هولو) در نقشکاترین دوم - ایسا رای – Insecure (اچ‌بی‌او) در نقش ایسا دی      |
| بهترین نقش‌آفرینی در یک مجموعه کوتاه یا فیلم تلویزیونی | |
| مرد | زن |
| - مایکل کیتون – دوپسیک در نقش دکتر ساموئل فینیکس - پل بتانی – وانداویژن (دیزنی پلاس) در نقش ویژن - اسکار آیزاک – 'صحنه‌هایی از یک ازدواجدر نقش جاناتان لوی - ایوان مک‌گرگور – هاستون در نقش هالستون - طاهر رحیم – The Serpent در نقش چارلز سبرا              | - کیت وینسلت – میر اهل ایست‌تاون در نقش ماریان شیهان - جسیکا چستین – صحنه‌هایی از یک ازدواج در نقش میرا فیلیپس - سینتیا اریوو – نابغه در نقش آریتا فرانکلین - الیزابت اولسن – وانداویژن در نقش واندا ماکسیموف - مارگارت کوالی – خدمتکار در نقش الکس |
| بهترین نقش‌آفرینی مکمل در یک مجموعه، مجموعه کوتاه یا فیلم تلویزیونی | |
| مرد | زن |
| - او یونگ-سو – بازی مرکب در نقش اوه ایلنام - بیلی کروداپ – برنامه صبحگاهی در نقش کوری الیسون - کیرن کالکین – وراثتدر نقش رومن روی - مارک دوپلاس – برنامه صبحگاهی در نقش چارلی بلیک - برت گلدشتاین – تد لاسو در نقش روی کنت                                 | - سارا اسنوک – وراثت در نقش شیو - جنیفر کولیج – The White Lotus در نقش تانیا مک کوید - کیتلین دیور – دوپسیک در نقش بتسی مالوم - اندی مک‌داول – خدمتکار در نقش پائولا - هانا وادینگهام – تد لاسو در نقش ربکا ولتون                                  |

### مجموعه‌ها با نامزدی متعدد
| تعداد نامزدی‌ها | نام مجموعه              |
| -------------- | ----------------------- |
| ۵              | وراثت                   |
| ۴              | برنامه صبحگاهی          |
| ۴              | تد لاسو                 |
| ۳              | تنها کشتار درون ساختمان |
| ۳              | کبیر                    |
| ۳              | دوپسیک                  |
| ۳              | هک                      |
| ۳              | خدمتکار                 |
| ۳              | ژست                     |
| ۳              | بازی مرکب               |
| ۲              | وانداویژن               |
| ۲              | لوپن                    |
| ۲              | میر اهل ایست‌تاون        |
| ۲              | صحنه‌هایی از یک ازدواج   |
| ۲              | Black-ish               |

### مجموعه‌ها با چند برد
| برد | مجموعه |
| --- | ------ |
| ۳   | وراثت  |
| ۲   | هک     |